# Джеймс Локвуд
Джеймс Бут Локвуд (англ. James Booth Lockwood; 9 жовтня 1852—9 квітня 1884) — офіцер армії США (другий лейтенант), дослідник Арктики, учасник Американської арктичної експедиції (1881—1884) під керівництвом Адольфа Грилі.

## Ранні роки
Джеймс Бут Локвуд народився 9 жовтня 1852 року в місті Аннаполіс (Меріленд) другою дитиною з трьох у родині генерала Генрі Гайза Локвуда та його дружини Анни Бут Локвуд. Батько був професором математики та викладав у військово-морській академії США. У зв'язку з призначеннями батька по службі (Ньюпорт, Вест-Пойнт й ін.) Локвуд разом з сім'єю досить часто змінював місце проживання і початкову освіту отримував в школах за місцем служби батька. У 1866 році сім'я повернулася в Аннаполіс, де через кілька років Локвуд вступив до Сент-Джонс Коледж, під час навчання в якому демонстрував прекрасні здібності до математики. Ще через деякий час батько отримав призначення до Вашингтона й сім'я перебралася туди. Локвуд залишився в Аннаполісі, щоб закінчити освіту. У пошуках додаткового заробітку він працював на залізниці та займався сільським господарством. Після закінчення навчання, визнавши цивільну службу нудною, подав заявку на вступ до армії у 1873 році, і, успішно склавши всі іспити, був зарахований до звання другого лейтенанта у 23-й піхотний полк армії США та направлений до Нью-Йорка на розподіл. Подальшу службу проходив в Аризоні, Небрасці та Канзасі. З весни 1879 до початку 1881 року служив у Колорадо.

## Американська арктична експедиція (1881—1884)
У 1881 році Джеймс Локвуд став учасником американської арктичної експедиції під керівництвом лейтенанта Адольфа Вашингтона Грилі на посаді його замісника. Метою експедиції була організація метеорологічної станції на півночі Канадського Арктичного архіпелагу у затоці Леді-Франклін і проведення метеорологічних, астрономічних і магнітних спостережень, а також геологічних і геодезичних робіт.
11 серпня 1881 року експедиційне судно «Протеус» досягло затоки Леді-Франклін на північно-східному узбережжі острова Елсмір, де мандрівники розвантажили судно та почали будувати будинок, який назвали форт Конгер. Наприкінці серпня 1881 року Локвуд досліджував затоку Святого Патріка та долину, що простягалася від затоки вглиб острова. Під час першої зимівлі Локвуд разом з Грилі та доктором Певі — лікарем експедиції, викладав арифметику, граматику, географію і метеорологію рядовим учасникам експедиції, а також брав участь в астрономічних і магнітних спостереженнях.
У лютому 1882 року Локвуд, коли сонце не підіймалося вище горизонту, а температура повітря становила до 42° нижче нуля, здійснив похід до протоки Робсона, а в березні розвідувальний похід на західне узбережжя Гренландії до півострова Поляріс. Найбільш успішним і відомим подорожжю експедиції став похід, здійснений Локвудом, сержантом Девідом Брейнардом й ескімосом Фредеріком Крістіансеном (останні супроводжували Локвуда у всіх попередніх походах) з 4 квітня по 1 червня 1882 року. Метою цієї подорожі було нанесення на карту недослідженої північної частини Гренландії. 13 травня мандрівники досягли острова Локвуд-83 ° 24' північної широти — найпівнічнішої точки, досягнутої людиною на той момент: «Протягом трьох століть Англія тримала в своїх руках прапор далекої півночі, тепер Локвуд, використавши праці та досвід наших „заморських родичів“, випередив їх зусилля на суші та на океані». З щоденника Локвуда: «ми досягли верху (Острова Локвуд) о 3 годині 45 хвилин пополудні та розгорнули американський прапор-подарунок місіс Грилі — на широті 83° 24' (згідно з останнім спостереженням)». Через брак продовольства від цієї точки мандрівники були змушені повернути назад і 1 червня успішно повернулися в форт, провівши в поході близько 60 днів і покривши за цей час відстань в більш ніж 800 важких арктичних кілометрів. Локвуд і його товариші прибрали чимало білих плям на карті найбільшого острова Землі.
З 25 квітня до 26 травня 1883 року Локвуд, Брейнард і Крістіансен здійснили ще один санний похід, в ході якого перетнули острів Елсмір на захід від затоки Леді-Франклін і відкрили фіорд, який Локвуд назвав на честь керівника експедиції «Грилі-Фіорд».
Трагічним для експедиції став 1884 рік. Влітку 1882 і 1883 року до полярників через складну ситуацію з кригою в протоці Кеннеді не змогли пробитися судна підтримки. Керуючись інструкціями, Грилі вирішив у серпні 1883 року покинути зимувальну базу і плисти на південь назустріч рятувальному судну. Через занадто рано почалася суворої зими учасникам експедиції за майже два місяці шляху вдалося пройти лише близько 400 кілометрів і досягти мису Сабін на острові Пім, на якому 19 жовтня встати на вимушену зимівлю з мінімальним запасом продовольства. Під час зимівлі від нестачі продовольства Локвуд почав слабшати. Хоча він тримався стійко, але ослаблений суворими походами, холодом і голодом організм не витримав. 7 квітня Локвуд зробив останній запис у своєму щоденнику: «сьогодні Джуель дуже слабкий». 8 квітня він втратив свідомість і багато марив. Він впав у повне забуття о 4 ранку 9 квітня і помер через дванадцять годин, спокійно і мирно, без страждань, як помирали всі люди партії. Це сталося за 75 днів до прибуття рятувальної експедиції. Тіло лейтенанта Локвуда віднесли на 50 ярдів від місця зимівлі та поклали на камені в офіцерському мундирі. У його товаришів навіть не було сил його поховати.

У серпні 1884 року останки лейтенанта Джеймса Локвуда були доставлені в Аннаполіс, де він народився, і були перепоховані на кладовищі військово-морської академії на березі Потомака. На надгробку лейтенанта Джеймса Локвуда висічена цитата з його щоденника: 
«Нинішні страждання ніщо в порівнянні зі славою, що буде нами здобута».
«Лейтенант Локвуд був доблесний офіцер, хоробрий, вірний, надійний. Мужність і м'якість були найвидатнішими рисами його характеру; скромний і стриманий за своєю природою, він не скоро сходився з людьми, але його особисті якості незмінно вселяли повагу. Саме цим якостям, а зовсім не удачі потрібно приписати великі успіхи, досягнуті ним. Ім'я його залишиться незабутнім в історії Арктики, доки мужність, наполегливість і успіх будуть здаватися гідними хвали».— А. Грилі

## Пам'ять
На честь Джеймса Локвуда названі:
- Острови Локвуда (бухта Мод на північному узбережжі Таймиру. Відкриті в 1742 році С. Челюскіним, названі у 1893 році Ф. Нансеном);
- Остров Локвуд (море Лінкольна);
- Мис Локвуд (злиття заток Грилі-фіорд і Каньйон-фіорд на о. Елсмір у Канадському Арктичному архіпелазі);
- Вершина Локвуд (північ півострова Фосхейм на острові Елсмір).